# Протесты в Анголе (2011)
Протесты в Анголе (2011) (порт. Protestos em Angola (2011)) — оппозиционные выступления в ангольской столице Луанде с 27 февраля по 7 марта 2011 года. Проходили во главе с рэпером Луати Бейраном (Иконокласта) под лозунгами демократизации, против правления МПЛА и президента душ Сантуша. Были подавлены властями, но обозначили новый этап оппозиционного движения в Анголе.

## Контекст
22 февраля 2002 года гибель Жонаша Савимби в бою с правительственным спецназом завершила гражданскую войну в Анголе, длившуюся почти 30 лет. Правящая МПЛА Жозе Эдуарду душ Сантуша одержала военно-политическую победу. Режим значительно укрепился.
Однако в стране сохранялось широкое недовольство бюрократическим произволом, коррупцией, массовой нищетой, вопиющим социальным неравенством. Резкий толчок дало начало Арабской весны — свержение бен Али в Тунисе, Мубарака в Египте, восстание против Каддафи в Ливии.

## Призывы

### Агитация за демонстрацию
27 февраля 2011 популярный хип-хоп-музыкант Луати Бейран, известный как рэпер Иконокласта (другой сценический псевдоним — Бригадейро Мата Фракуш) провёл в Луанде политический концерт под лозунгом Ze Du — fora! («Долой душ Сантуша!»; Зе Ду — прозвище президента Анголы). В тот же день в ангольском Интернете появился призыв к молодёжной революции, за подписью Агостиньо Жонаш Роберто душ Сантуш — сатирическое соединение имён Агостиньо Нето, Жонаса Савимби, Холдена Роберто и Жозе Эдуарду душ Сантуша. Стали распространяться призывы выйти 7 марта на митинг протеста. Интересно, что местом проведения была названа Площадь Независимости, название которой переводится как Майдан Незалежности.

Ангольцы устали от крайней бедности, запугивания и диктатуры, насаждённых Жозе Эдуарду душ Сантушем. Наша страна известна богатством природных ресурсов, занимает первое место в Африке по экспорту нефти, но ангольский народ живёт меньше, чем на 1 доллар день. Правительство увековечивает нищету. Чтобы взять в свои руки нашу судьбу, нашу страну и наши ресурсы, необходимо свергнуть диктаторский режим душ Сантуша.

Агостиньо Жонаш Роберто душ Сантуш, основатель Народного движения революционного освобождения Анголы (MPLRA)

За несколько часов до начала манифестации Луати Бейран выложил в Ю-тьюб своё видеообращение. Оно содержало в основном практические рекомендации для протестующих. Иконокласта подчёркивал исключительно мирный характер протеста, призывал не давать полиции никаких поводов для силовых действий. В то же время организаторы предвидели аресты, предупреждали об этой опасности и давали советы, как в этой связи поступать (например, иметь с собой питьевую воду и при полицейской атаке поворачиваться спиной). В этих рекомендациях ощущалось влияние Джина Шарпа.
Другой лидер протестного движения, Диаш Шилола, также заверял в сугубо мирном характере готовящейся акции — «независимо от того, как поведёт себя полиция». Шилола отмечал, что ангольские оппозиционеры «не ждут невозможного» и не рассчитывают на повторение арабских событий («Мы не в Египте, где очень высок уровень образования масс»). Целью выступление он назвал требование свободы и преодоление страха.
Важно отметить, что системная оппозиция, прежде всего партия УНИТА, не имели отношения к организуемой акции. В борьбу вступали иные силы, представляющие беспартийную оппозицию и молодёжные субкультуры.

### Реакция властей
Власти, встревоженные арабскими восстаниями, отреагировали быстро и резко. Первый секретарь парторганизации МПЛА Луанды Бенту Бенту жёстко предупредил оппозиционеров: «Здесь вам не Египет и не Ливия!». «Каждый, кто выйдет, своё получит», — пригрозил генеральный секретарь МПЛА Дину Матрос (участник расправы над «фракционерами» в 1977 и Резни Хэллоуин в 1992). В ответ Иконокласта объявил, что он и его товарищи «не устрашатся угроз продажного Дину Матроса».
Администрация Луанды привела в готовность полицейские силы. Бенту пообещал вывести 2 миллиона человек на официальную демонстрацию в поддержку МПЛА и президента. Многотысячная демонстрация госслужащих действительно была организована и проведена. Оппозиционеров Бенту охарактеризовал как «иностранных агентов», «приводящих в действии план против Республики Ангола, подготовленный в Португалии, Франции, Италии, Бельгии, отчасти Великобритании и Германии».
Дни подготовки к акции 7 марта имели не меньшее политическое значение, чем само проведение акции. Распространение и обсуждение информации всколыхнуло столицу, политизировало население. Важную роль в этом сыграли сами власти своей избыточно жёсткой реакцией.

## Акция на площади
Оппозиционная демонстрация в Луанде началась в 7 марта 2011 года в четверть первого ночи по местному времени. Первыми на площадь Независимости вышли 15 человек — Иконокласта и группа его друзей, рэперов и поэтов. К ним присоединились ещё несколько демонстрантов. Общая численность участников акции в открытых источниках не указана, но, по всей видимости, была невысока.
Через полчаса площадь была блокирована полицией. Офицер потребовал разойтись. Демонстранты выдвинули встречное требование: предоставить для акции другое место проведения.
Через несколько минут на место прибыла начальник полиции Луанды Мария Элизабет Ранк Франк, известная под прозвищем Бетти (племянница многолетнего лидера кабиндских сепаратистов Луиша Ранке Франке). В 0:55 она отдала приказ надеть наручники на Иконокласту. Начались задержания. Были арестованы 17 человек, в том числе четверо журналистов. Запланированную демонстрацию у посольства Португалии провести не удалось.
Вскоре арестованные были освобождены. Этому способствовала мировая известность Луати Бейрана, имеющего двойное — ангольское и португальское — гражданство.

## Последствия и значение
Протестная акция 7 марта 2011 года не приобрела широких масштабов, не получила массовой поддержки. Однако период с 27 февраля по 7 марта 2011 считается рубежом ангольского политического процесса. Впервые за много лет в столице состоялась организованная антиправительственная манифестация, широко распространились её требования, прошло активное обсуждение. Была заметна явная нервозность властей. Вопрос о смене режима — теперь методами мирного протеста — снова сделался обсуждаемым.

Все были за или против, никто не остался равнодушен. Молодёжь испытала такой душевный подъём, какого я не помню, если Ангола не выигрывала в футбол. Люди мобилизовались независимо от партий и идеологий.

Луати Бейран

Публичные протесты стали одним из факторов ангольской политической жизни. Уже 2 апреля 2011 Иконокласта попытался собрать новую демонстрацию на площади Независимости. Вспышка оппозиционной активности пришлась на май 2012 года — с трагическими последствиями для активистов, двое из которых были убиты.
Важным, хотя и опосредованным последствием событий 2011 года стало создание радикальной оппозиционной партии Широкая конвергенция за спасение Анголы во главе с Абелем Шивукувуку. Протестные выступления подтолкнули оппозицию к политической консолидации.
В 2015 году Луати Бейран и группа других оппозиционных активистов были арестованы по обвинению в подготовке восстания против президента душ Сантуша. Суд приговорил оппозиционеров к реальным срокам, в том числе Иконокласту к 5 годам 6 месяцам заключения. Под давлением международной общественности осуждённые были освобождены в июне 2016. Луати Бейран переехал из Анголы в Португалию.